# تيلور كوبين
تيلور كوبين (بالإنجليزية: Tyler Coppin) هو كاتب مسرحي وممثل أسترالي، ولد في 9 نوفمبر 1956 في الولايات المتحدة.

## أعمال

### أفلام
- (1981) ماد ماكس 2
- (2018) وينشيستر

## وصلات خارجية
- تيلور كوبين على موقع IMDb (الإنجليزية)
- تيلور كوبين على موقع ألو سيني (الفرنسية)
- تيلور كوبين على موقع قاعدة بيانات الفيلم (الإنجليزية)